# Haus Spitz

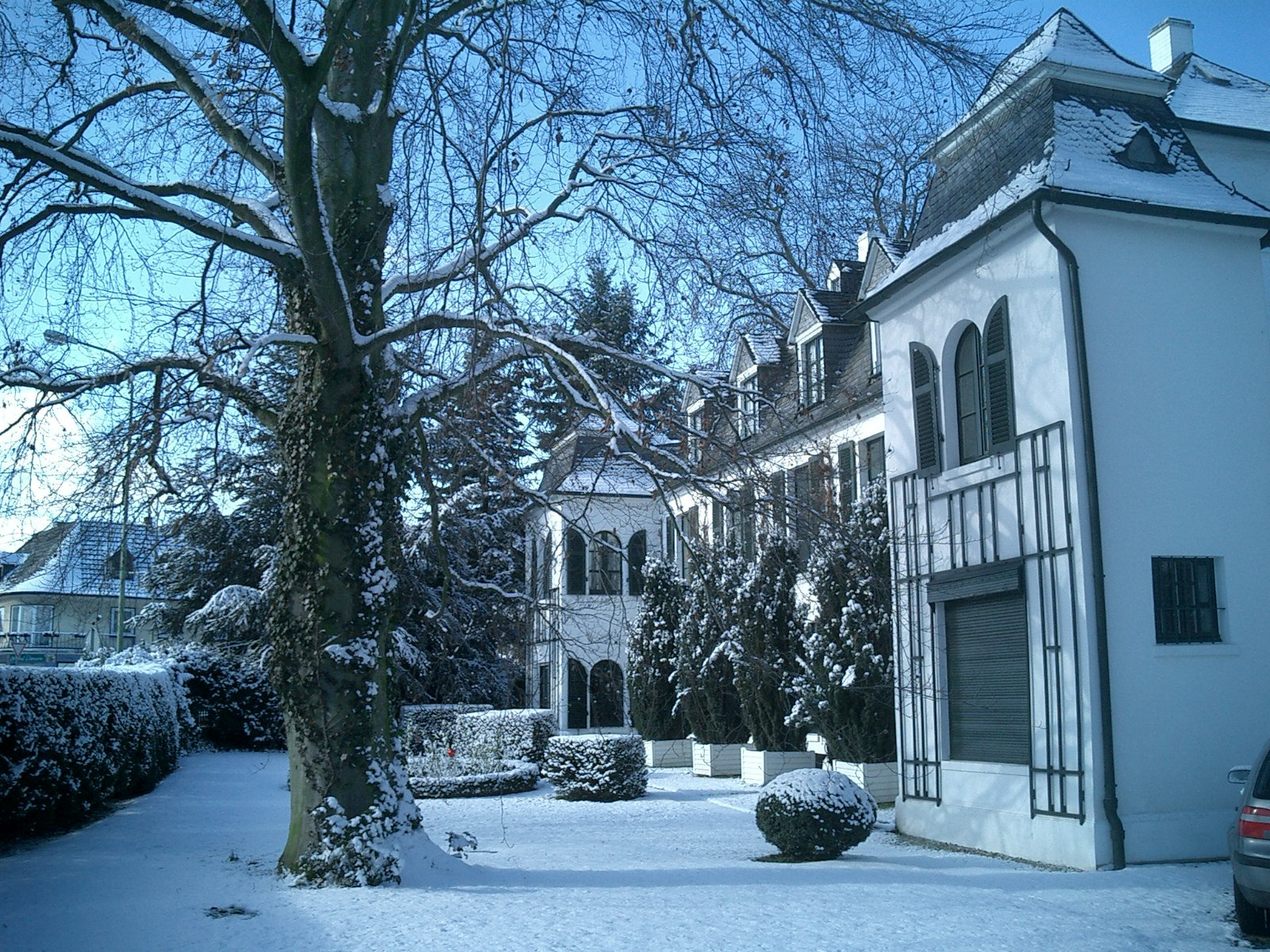
Haus Spitz in Zülpich

Das Haus Spitz ist ein in der ersten Hälfte des 19. Jahrhunderts erbautes, repräsentatives Landhaus mit großem Landschaftspark in Zülpich. Das Gebäude wurde zunächst in der zweiten Hälfte des 19. Jahrhunderts vergrößert, im Jahr 1905 fand eine zweite Erweiterung statt. Haus Spitz wurde unter der Nummer 346 in die Denkmalliste der Stadt Zülpich eingetragen.
Haus Spitz war das Wohnhaus des Papierfabrikanten Heinrich Xaver Sieger. In der nahe dem Gebäude gelegenen Burg Zülpich betrieb Familie Sieger seit dem Jahr 1814 eine Kornbrennerei. Erwähnenswert ist der originale Innenausbau von 1905 mit Foyer, Treppenhaus und Türen sowie Teile der Ausstattung aus der Mitte des 19. Jahrhunderts. Der ausgedehnte Landschaftsgarten enthält Reste baulicher Gestaltung.
Heute ist Haus Spitz Wohnsitz des Arztes und Verlegers Hans Biermann und dient auch als Veranstaltungsort für Konzerte, Vernissagen und Dichterlesungen.